# Sanders (nutrition animale)
 (février 2016).
Pour les articles homonymes, voir Sanders.
Sanders  est une entreprise industrielle française d'alimentation animale, filiale du groupe Avril, groupe agro-industriel international d’origine française spécialisé dans l’alimentation humaine, l’alimentation animale, l'énergie et l’ oléochimie. 
Sanders possède 23 usines en France et possède plusieurs filiales à travers le monde. Elle dispose également de concessionnaires fabricants et distributeurs de la marque.

## Historique

### Les prémices: 1910-1939
Louis Sanders, d’origine néerlandaise, né le 8 avril 1880 à Amersfoort, créa en 1910, en Belgique, la société Sanders aux activités multiples : pharmacie humaine (l’Aspro), et vétérinaire, herboristerie, vitamines, acides aminés, articles de parfumerie et alimentation animale. Le siège social de la « Société Ancienne Maison Louis Sanders », l’usine et les bureaux étaient situés à Bruxelles, rue Henri Wafelaerts aux 47-51.
Lors de la Première Guerre mondiale, Louis Sanders obtint la « grande naturalisation » belge. En 1940, alors qu’il était alité, il fut incarcéré par les allemands durant de longues semaines, et resta ensuite sur surveillance par la Gestapo jusqu’à la fin de la Seconde Guerre mondiale. Il mourut le 27 janvier 1950 à l’âge de 69 ans, toujours Président-Directeur Général de Sanders.
En 1925, la « Société Ancienne Maison Louis Sanders », fonda une filiale française au capital de deux millions de francs de l’époque. Son siège social fut alors fixé à Villefranche-sur-Saône, dans le Rhône, au 24 route de Frans.
Cette filiale revendait en France des produits fabriqués par la société belge. Elle était dirigée par un retraité des Douanes et Contributions : Monsieur Poulet, dont le domicile était à Villefranche, ce qui explique le choix de cette petite ville. Monsieur Poulet créa quatre succursales : Amiens, Rennes, Strasbourg et Toulouse dont les responsables furent Neubert, Marquet, Bertrand et Victor.
Elles eurent pour mission la diffusion des produits de Sanders Belgique et plus particulièrement de la tisane Herbesan,, ainsi que d’un produit appelé Provendéine Sanders,. Il s’agissait d’un complexe de vitamines mis sur le marché après de longues recherches, en relation étroite avec des spécialistes Belges et Français.
Au départ, ce complexe biologique était exclusivement composé de matières minérales. Puis, lorsque le rôle primordial des vitamines A, D et E dans l’assimilation de la nourriture pour les animaux eut été mis en évidence, celles-ci furent incorporées dans les différents complexes biologiques qui reçurent en plus du nom générique de « provendéines » les noms commerciaux suivants : Bovian, Latta, Helios, Gallinol, et Panovian, indiquant leur destination. Ces provendéines firent l’objet d’un dépôt de brevet.
Elles étaient vendues en paquets de 200 et de 500 grammes portant les « armes » de la Maison : le triangle qui constitue le logo de Sander depuis l'origine.
L’autre mission des succursales était de recruter des entreprises (coopératives, minotiers et grainetiers) susceptibles de diffuser les produits mis sur le marché par la Belgique.
Le 27 novembre 1930 fut créée la Société Louis Sanders Trust, ayant Luxembourg pour siège social et pour objet celui d’un holding financier, chargé des prises de participations dans des pays étrangers, ainsi que des dépôts de marques commerciales dans divers pays : Liban, Suisse, Amérique Latine, etc.
Plus particulièrement, la société française assurait l’exclusivité des brevets ayant fait leurs preuves en Belgique. La Provendéine Sanders ne tarda pas à prendre une place prépondérante sur le marché Français, tant en qualité qu’en volumes commercialisés,.
C’est en juillet 1935, à l’occasion de la célébration du centenaire de la Belgique, coïncidant avec le 25e anniversaire de la création de la « Société Ancienne Maison Louis Sanders », que Louis Sanders invita à Bruxelles les principaux vendeurs français de Provendéines, essentiellement des coopératives. Étaient présents entre autres les dirigeants de coopératives tels que Landerneau, à Coutances, CAPA le Neubourg, devenus concessionnaires Sanders durant de nombreuses années. Ils ont assisté aux premières fabrications d’aliments composés. 
Sanders France ne fabriquait pas, mais revendait seulement les produits de base fabriqués par la Belgique. À la suite de la crise financière de 1929, qui fut la cause de nombreux impayés dans la clientèle des meuniers et des coopératives, principaux vendeurs de Provendéines en Belgique, Sanders Entreprise a commencé la fabrication d’aliments composés, alors réservés à la Belgique. 
Le premier ingénieur agronome fut engagé et chargé d’étudier des formules de mélanges alimentaires dans lesquelles on incorporait la Provendéine restée en stock. Ainsi naquit, entre 1929 et 1935, l’aliment complet du bétail.
En France, la société Sanders s’est alors mise à vendre aux coopératives et aux meuniers, des provendéines utilisables dans la fabrication d’aliments composés. Ces provendéines s’appelaient « Super Concentrés ». Ces derniers, ainsi que quelques aliments pour veaux, étaient encore fabriqués à Bruxelles.
Cet état de chose devait durer jusqu’à la guerre de 1939-1945. Furent alors engagés, entre 1935 et 1939, les premiers ingénieurs agronomes français. 
Sanders Belgique édita à partir de 1935 un journal agricole avec une forte publicité Sanders, tiré à l’usage des concessionnaires de la marque et des éleveurs. Ce journal agricole était appelé La Tribune des éleveurs et coûtait 50 centimes de Francs de l’époque. Cette tribune, en dehors de la période de guerre 1939-1945 et des quelques mois qui s’ensuivirent, fut éditée jusqu’en 1949. On y publiait également, département par département, la liste des concessionnaires Sanders. Sanders France prendra le relais de la Tribune des éleveurs en éditant un journal dénommé La Tribune du monde rural. 
À la déclaration de guerre en 1939, Sanders France, toujours filiale de la société belge, avait engagé 22 ingénieurs agronomes. Dans la période 1935/1939 s’est ainsi concrétisée l’idée d’une régionalisation des ventes et des techniques apparue vers 1939. Cette structure régionale restera une des caractéristiques de Sanders jusqu’aux réorganisations des années 1980.
En 1937, 10 ingénieurs de formation agronomique encadrent les succursales, au nombre de 7 depuis 1932. Les premiers ingénieurs engagés en 1935 et 1936 assurèrent la formation des nouveaux collègues. Le conseil d’administration de la société était composé juste avant 1939 de personnalités belges et françaises et en particulier, le comte Robert de Broqueville, le comte de Romanet, conseiller général de l’Orne.
Les dernières années de l’entre-deux-guerres, qui terminent cette période de création et de démarrage furent marquées par une grande activité : construction de l’usine de Lothen Belgique, agrandissement des laboratoires et de l’usine de Bruxelles, qui permettront la fabrication de vitamines de synthèse, d’acides aminés, de ferments, de sérums, de vaccins et surtout d’aliments composés qui seront connus dans 21 pays.

### La guerre et l'après-guerre: 1939-1949
Dès le début de l’avancée allemande en Belgique, Louis Sanders avait fait évacuer une partie du matériel de l’usine de Bruxelles dans les ateliers du concessionnaire de Nantes, les Établissements Bertin. L’autre partie de l’usine fut acheminée à Pernay, près de Château-la-Vallière en Indre-et-Loire, où Louis Sanders avait acheté une propriété. Mais la guerre avait éparpillé une bonne partie des 22 ingénieurs agronomes engagés par Sanders.
Au cours de l’exode de 1940, Louis Sanders et quelques collaborateurs s’étaient réfugiés à Pau. Sitôt l’armistice signé, Louis Sanders regagna Bruxelles mais fut incarcéré par la Gestapo.
Depuis sa prison, il fit passer au Professeur Leroy une feuille arrachée d’un carnet, sur laquelle il lui demandait de joindre le plus vite possible Peronne ou Desteract, afin que ceux-ci créent une usine de fabrication de concentrés Sanders à Athis-Mons.
Peronne étant prisonnier, c’est Desteract qui reçut le message. Dès réception du message de Louis Sanders, il contacta Laurent, directeur technique de Sanders Belgique. Un entretien eut lieu chez Regaud, concessionnaire à Argentan. Lors cette entrevue, Laurent fit part à Desteract de l’offre de la part de Louis Sanders, de prendre la Direction Commerciale et Technique de Sanders France, sous la direction de Raymond Huard, Ingénieur agronome belge. Ce dernier vint ensuite tous les mois passer quelques jours en France pour transmettre les ordres de Louis Sanders.
Début novembre 1940, quelques ingénieurs Sanders, dont Barrabé et Valissant, se réunissent au laboratoire de zootechnie de l’Institut national agronomique en présence du professeur Leroy, afin d’organiser le redémarrage de Sanders France.
Cette période de guerre fut marquée par de grandes difficultés d’approvisionnement, tant en matériels qu’en matières premières. Pour les obtenir, il fallait disposer de « bons » pour les céréales, tourteaux, issues, etc. Pour organiser le ravitaillement le gouvernement français créa le BUNAB (Bureau national d’alimentation du bétail), ayant pour but de répartir les matières premières entre les usines des fabricants d’aliments composés.
Décembre 1941 voit la création de l’AFCA (Association professionnelle de fabricants de compléments pour l’alimentation animale), dont le 1er Président fut Desteract, alors directeur commercial et technique de Sanders. Il en restera Président jusqu’en 1965, avec Mme Gabriel comme secrétaire générale.
À son retour de captivité, Peronne put reprendre son poste chez Sanders. Il fut alors possible de détacher un ingénieur, Valissant, comme « fonctionnaire » du BUNAB ce qui permit de mettre en place une répartition plus équitable des matières premières.
Dès la libération, les organismes d’État furent dissous et les nombreux syndicats créés dans cette période se réunirent plus tard en une Fédération.
L’usine d’Athis-Mons qui avait été équipée depuis 1941, au prix de difficultés importantes, fut anéantie au cours des bombardements d’avril et juin 1944. Une petite installation de dépannage fut montée à Épinay-sur-Orge et à Bouray-sur-Juine, en Essonne, dans les locaux appartenant à Lecoeur, concessionnaire.
Aussitôt après la libération, Peronne prend en charge la direction scientifique de Sanders et Desteract conserve la direction commerciale, la publicité et la présentation de la société auprès des services officiels et des organisations professionnelles. Valissant reprend sa fonction de cadre régional.
Avec le retour à la liberté des approvisionnements, le tonnage d’aliments fabriqués ayant augmenté, la direction de Sanders reconstitua un cadre d’ingénieurs. En 1945 Des Cars devient le président directeur général de Sanders. Huard assumant la direction de Sanders et Muller comme secrétaire général. Peronne gardera la direction scientifique, et Caron la Direction des Fabrications.
En 1949, Sanders France reprend l’idée d’un journal d’informations pour les éleveurs de la marque et pour faire suite à la Tribune des éleveurs édite une publication d’un format 28/42.5, à la fois plus copieuse en articles et plus spécialisée en élevage et en agriculture. Elle s'intitule La Tribune du monde rural. 
Elle traite, 11 fois par an, d’actualités agricoles en général, de problèmes d’élevage (alimentation, pathologie) et de mécanisation. Elle comporte également une rubrique féminine et enfin, une bande dessinée par Daniel Laborne, appelée Les aventures de Lariflette,, sans oublier les résultats d’élevage obtenus avec les aliments Sanders.
Depuis 1970, la multiplication des périodiques agricoles rendit La Tribune du monde rural bien moins efficace auprès des éleveurs qui, à cette période, pouvaient lire d’autres journaux. Le nombre des abonnements tomba en dessous du seuil de rentabilité et, en 1974, le conseil d’administration de Sanders décida d’arrêter l’édition. En accord avec d’autres sociétés des secteurs du machinisme agricole et de la fertilisation, Sanders essaya de faire réaliser une revue par un grand éditeur et de la mettre en place sous le nom de Plein Champs. Elle durera jusqu’en 1977.

### La rupture du cordon ombilical: 1949-1960
Le 27 janvier 1950, Louis Sanders meurt.
Louis Des Cars fut amené à reprendre avec Geoffroy de Waldner, les parts de la veuve de Sanders dans la société française. Il restera PDG jusqu’au 12 juillet 1961, date de sa mort dans un accident d’automobile.
Dès sa prise de présidence de la Société française, Des Cars avait engagé des négociations avec le groupe belge, son intention étant de promouvoir la société française Sanders, encore filiale de la Belgique, au rang de société indépendante. Cette négociation fut longue et difficile mais finit par aboutir en 1957, date à laquelle fut créée Sanders S.A. (Société indépendante à capitaux entièrement français). Elle fut exclusivement orientée vers l’alimentation animale. 
Cette indépendance était assortie d’une interdiction de prospection dans le monde entier à l’exception de la Colombie et du Venezuela, pays dans lesquels Des Cars avait des intérêts.
La présidence de Des Cars, marquée par de nombreuses relations avec le monde industriel, agricole, administratif, ministériel et politique, fait connaitre Sanders. Pendant cette période, le nombre des concessionnaires s’accrut : 126 en 1935, 172 en 1956, 179 en 1957, pour arriver à 200 en 1960. 
De cette époque aussi date l’engagement de scientifiques au siège d’Athis-Mons, et techniciens conseil sur le terrain. Des Cars, en 1954, s’assura le service d’un vétérinaire : le docteur Palisse-Roussel.
En 1957, la société Sanders France devient complètement indépendante et est financée totalement par des capitaux français. Son organisation se fait plus rationnelle : nouvelle usine, laboratoires et centre d’expérimentation d’une part, structure régionale des services d’autre part et enfin, l’évolution du service scientifique animé par Peronne.
Entre 1959 et 1961 ont lieu deux créations et inaugurations d’importance. La première fut celle de l’usine du 31 quai de l’Industrie à Athis Mons, le 22 octobre 1959. Cette usine de fabrication de concentrés (provendéines, minéraux et vitamines) fut réalisée par François qui en assura longtemps la direction. La deuxième fut celle du centre expérimental de Saint-Symphorien dit Sourche, domaine de 220 hectares, propriété de la famille Des Cars. L’inauguration eut lieu le 18 mai 1961.
Sur la période de 1950 à 1961, d'autres événements marquants ont eu lieu. 
- Tentative de développement en Amérique latine, notamment en Colombie et au Venezuela.
- Première commercialisation d’œufs en secteur Champagne-Ardenne, par Dubreucq. Après avoir mis en place une organisation de production d’œufs chez les éleveurs de la marque, animés par les concessionnaires Sanders de ce secteur, Dubreucq réalisa un centre de collecte, de calibrage, d’empaquetage et de vente. Cette opération marque les prémices de « l’Aval Sanders ».
- Création de la première filiale aliment. Il s’agit de Lorraine Sanders. Avant son décès, Des Cars avait préconisé l’association de deux concessionnaires lorrains, Senot et Lafleur, pour la construction en commun d’une usine moderne.
- Le décès accidentel de Senot précipita les choses. Un cadre Sanders fut appelé pour diriger la concession qui devint la première filiale, Sanders y ayant pris une participation de certaines entreprises.

### Performances et diversifications: 1960-1972
Dans cette période 1960/1967, le nombre de concessionnaires diminua pour passer progressivement de 200 à 120, soit par arrêt d’activité soit par regroupement ou par résiliation de certains contrats. En revanche pendant cette même période, le tonnage d’aliments composés du Groupe fut multiplié par dix. Cette progression fulgurante confirmait la place de Sanders comme première entreprise française dans ce domaine. Il faut noter toutefois que pendant cette période, de nombreuses coopératives agricoles étaient concessionnaires de la marque, telles que : la coopérative de Landerneau, la CASAM, la coopérative de Castelnaudary, la Franciade, … Cette situation se renversera plus tard.
Dès 1964, Peronne est nommé conseiller scientifique du président et du directeur général. Il cède son poste de Directeur scientifique à Palisse-Roussel, qui le conservera jusqu’en 1985.
En 1967,le directeur général Jouillie organisa une série de réunions au cours desquelles tous les concessionnaires furent invités à s’exprimer. À l’issue de ces réunions fut décidée la création d’une société, qui se dénommera Société de Promotion Sanders (S.P.S). Elle se mettra en place au travers d’un conseil d’administration constitué de 12 membres : 6 concessionnaires et 6 cadres de Sanders, le Président étant statutairement un concessionnaire. Le premier fut Duvivier, concessionnaire RAGT. Venait de naitre une structure de dialogue entre le groupe des concessionnaires et Sanders. Dans la foulée la S.P.S.  deviendra la structure d’accueil d’une commercialisation des produits d’élevage, réservée aux éleveurs clients de la marques Sanders. Dubreucq fut désigné comme directeur de la S.PS. et il décida aussitôt d’en régionaliser les activités en créant des SACOPEL régionales (Société de commercialisation des produits d’élevage) dont le capital appartenait à 50 % aux concessionnaires. Cette régionalisation facilita le démarrage du secteur aval ainsi que celui d’une filière animale de production porcine comprenant l’acquisition de jeunes animaux et la vente des produits finis, après l’engraissement.
Une direction des productions animales fut créée par décision de Jouillie, Fabre en eut la charge et constitua son équipe avec des ingénieurs, des vétérinaires et des techniciens. Ces spécialistes dépendaient auparavant de la direction commerciale. Cette nouvelle directions des productions animales fut divisée en 3 services :
- Service porcs
- Service volailles
- Service bovins.

En 1969 fut créé le maillon amont de la production porcine, France Hybrides (SARL contrôlée par Sanders), qui présentée au ministère de l’Agriculture au travers d’un schéma d’amélioration générique porcine, fut immédiatement agréé. Le but était de mettre à disposition des éleveurs clients du Groupe, des porcelets de qualité sur le plan sanitaire et sur le plan d’une conformité régulière, assurant des carcasses de grande qualité. De plus, les truies France Hybrides présentaient une prolificité supérieure à la moyenne nationale de l’époque.
Appuyé sur France Hybrides et sur les SACOPEL, le Groupe se dégagea progressivement des fournisseurs de porcelets et des acheteurs de porcs gras.
En 1970, Fabre quitta la direction commerciale de Sanders pour prendre la responsabilité de RAGT, importante entreprise de Rodez et concessionnaire Sanders. Il fut remplacé par  son adjoint Bouvier.
Fin 1970, De Waldner, décède et est remplacé par son fils, Gérard De Waldner. C’est l’année suivante que le tonnage d’aliments Sanders atteint 2 millions de tonnes.
Plusieurs événements se succédèrent entre 1971 et 1972 :
- En avril 1971, Bouvier, directeur commercial, décéda brutalement et sera remplacé par un de ses adjoints, Roger Klein. Les familles Des Cars et De Waldner désirent se retirer du capital de Sanders. Ils trouveront en la personne d’un ami, James Goldsmith, Président de la Générale Occidentale (G.O.) ayant pour directrice Mme Gilberte Baux. C’est la G.O. qui prendra à 100 % les actions de Sanders. La G.O. avait déjà repris la totalité des actions de Sanders Trust, devenue Sanders International. Cette opération donnait d’un seul coup à Sanders la possibilité d’avoir des liens avec toutes les entreprises de la marque, située dans d’autres pays, et de prospecter des marchés extérieurs. Cet achat s’effectue en 1972 pendant le mois de janvier. Dans le même temps, la G.O. prend la gestion de Sanders Industrial en Espagne, ainsi que les Laboratoires Pharmaceutiques Sanders en Belgique, avec sa division alimentation animale.
- De Waldner reste encore président-directeur général de Sanders, et Jouillie, directeur général. Sanders S.A. prend la tête des implantations à l’étranger et en particulier assume le rachat de Sanders Industrial, en Espagne, qui deviendra très vite U.A.S. (Union Alimentaria Sanders) – Fusion de Sanders Industrial (alimentation animale) et CONCIBER (Conserves de fruits et de tomates).
- En 1976, Sanders rachètera la division alimentation animale des laboratoires Sanders de Belgique, créant ainsi la Société Sanders Agro, Roger Klein en assumant la présidence dès sa création.
- La Générale Alimentaire possédant les actions de Sanders France, Joullié fut désigné vice président de cette entité.
- À cette époque le rapprochement Générale Alimentaire Sanders semblait pouvoir apporter à terme des synergies au niveau des productions animales, mais rien ne sera concrétisé par la suite.
- Au niveau des prises de participations financières, Sanders fut obligé de prendre 47.8 % des parts de Sanders International, ce qui réduisait fortement la trésorerie et le fonds de roulement de Sanders.

## Controverses
En 2019, L214, association de défense des droits des animaux, porte plainte pour maltraitance animale au sein d'un laboratoire de l'entreprise Sanders dans la Sarthe. Elle dénonce notamment l'usage de hublots sur les estomacs des vaches (vaches « fistulées »), et de poulets trop gros pour se déplacer. Le groupe Avril, propriétaire de Sanders, a rejeté ces accusations, assurant que « le procédé de fistulation est employé depuis longtemps en recherche animale, est appliquée sur six vaches, et fait l'objet de recherches devant permettre la mise en place de pratiques alternatives ».

## Historique des logos
| 1930 | 1950 | 1960 | 1970 | 1970 et après |
| ---- | ---- | ---- | ---- | ------------- |
|      |      |      |      |               |

| 1977 | 2001 | 2005 | 2013 | 2015 |
| ---- | ---- | ---- | ---- | ---- |
|      |      |      |      |      |

## Activités
- Agriculture : conseils, produits et services destinés aux agriculteurs pour leurs productions animales ;
- Agroalimentaire : transformation et commercialisation de produits alimentaires (viande porcine, volaille, œufs) ;
- Distribution professionnelle (matériel espaces verts, machinisme agricole, fioul…).